# Cleora tella
Cleora tella là một loài bướm đêm trong họ Geometridae.